# George Tchobanoglous
George Tchobanoglous é um engenheiro do ambiente, engenheiro civil, escritor e professor estadunidense.

## Carreira académica
Tchobanoglous é B.S. em Engenharia civil pela Universidade do Pacifico, M.S. em Engenharia sanitária pela Universidade da Califórnia e Ph.D. e Engenharia do Ambiente pela Universidade Stanford. Além disso, recebeu em 2005 o título de Doutor Honoris Causa em Engenharia da Escola de Minas do Colorado
É professor emérito no departamento de Engenharia civil e Engenharia do Ambiente na Universidade da Califórnia e autor ou co-autor de mais de 375 publicações, incluindo quatorze manuais e cinco livros de referência na área da engenharia. Seus manuais são usados em mais de 225 escolas e universidades somente nos Estados Unidos.

### Prémios e reconhecimentos académicos
Tchobanoglous foi presidente da Association of Environmental Engineering and Science Professors. Recebeu o Athalie Richardson Irvine Clarke Prize do National Water Research Institute em 2003, foi aceito na National Academy of Engineers em 2004, e recebeu a Frederick George Pohland Medal da American Academy of Environmental Engineers and Association of Environmental Engineering and Science Professors em 2007.
Ele também faz consultoria editorial para a série de livros Water Resources and Environmental Engineering da editora McGraw-Hill. Também faz consultoria nacional e internacionalmente tanto para os governos como para empresas privadas.

## Pesquisa
As áreas da sua pesquisa são o tratamento e re-uso de águas residuais, filtragem de águas residuais, desinfecção por ultravioleta, sistema aquático de gestão de águas residuais, gestão de águas residuais para pequenos e descentralizados sistemas de gestão de águas residuais e a gestão de resíduos sólidos.

## Livros
Sozinho
- Wastewater management. Gale Research Co., 1976
- Solid wastes. McGraw-Hill, 1977
- Solution's manual to accompany Metcalf & Eddy, Inc. McGraw-Hill, 1979
- Wastewater engineering, treatment, disposal, reuse Solution's manual to accompany Metcalf & Eddy, Inc. McGraw-Hill, 1979
- Wastewater engineering, treatment, disposal, reuse. McGraw-Hill, 1979
- Water quality. Addison-Wesley, 1985
- Wastewater Engineering. Mcgraw-Hill College, November 1990
- Integrated solid waste management. McGraw-Hill, 1993

Em parceria com outros
- Wastewater Engineering Treatment Disposal Reuse por George Tchobanoglous e Metcalf & Eddy. McGraw-Hill Companies, 1991
- Wastewater Engineering por George Tchobanoglous e H. David Stensel. McGraw-Hill Science/Engineering/Math, 2002
- Handbook of Solid Waste Management por George Tchobanoglous e Frank Kreith. McGraw-Hill Professional, 2002
- Water Reuse     por     George Tchobanoglous, Metcalf & Eddy, Inc. an AECOM Company, Takashi Asano, Franklin L. Burton, Harold L. Leverenz e Ryujiro Tsuchihashi. McGraw-Hill Professional, 2007